# Isla de la Pasión, Mexiko
Isla de la Pasión är en ö i Mexiko. Ön är en populär destination för turister som besöker närliggande Cozumel och tillhör Cozumel kommun. Ön har även en kyrka vid namn Capilla Jesucristo Pescador.